# مهراب برزگر
مهراب برزگر (زادهٔ ۱۳۰۲) نمایندهٔ دورهٔ بیست‌وسوم مجلس شورای ملی از حوزه انتخابیه اسفراین بود.
مهراب فرزند غلامرضا در ۱۳۰۲ شمسی در اسفراین متولد شد. در حقوق جزا و علم اقتصاد مدرک دکترا گرفت، مستخدم دولت شد، و سمت‌های زیر را احراز کرد: مستشار دادگاه‌های استان مرکز، مدیرکل امور مالی و اداری وزارت آبادانی و مسکن، عضو هیئت مدیرهٔ سازمان مسکن، و معاونت اداری و مالی و شهرداری تهران.
در انتخابات مجلس ایران (۱۳۵۰)، با کسب ۱۴٬۰۳۴ رأی از مجموع ۱۴٬۲۷۱ رأی مأخوذه در حوزه انتخابیه اسفراین به عضویت مجلس شورای ملی دورهٔ بیست‌وسوم درآمد.